# Hovdevika
Die Hovdevika (norwegisch für Hügelbucht, in Australien Amanda Bay) ist eine kleine Bucht an der Ingrid-Christensen-Küste des ostantarktischen Prinzessin-Elisabeth-Lands. In der Prydz Bay liegt sie östlich der Flatnes. Am Kopfende der Bucht befindet sich die Amanda Rookery, eine Brutkolonie der Kaiserpinguine.
Norwegische Kartografen, die sie deskriptiv benannten, kartierten die Bucht anhand von Luftaufnahmen der Lars-Christensen-Expedition 1936/37. Das Antarctic Names Committee of Australia benannte sie am 29. April 1958 nach dem Vornamen der im Vorjahr geborenen Tochter von Peter Hugh Clemence (1925–2019), Staffelführer der Royal Australian Air Force für Antarktisflüge von der Mawson-Station im selben Jahr.